# Alter Jüdischer Friedhof (Pforzheim)

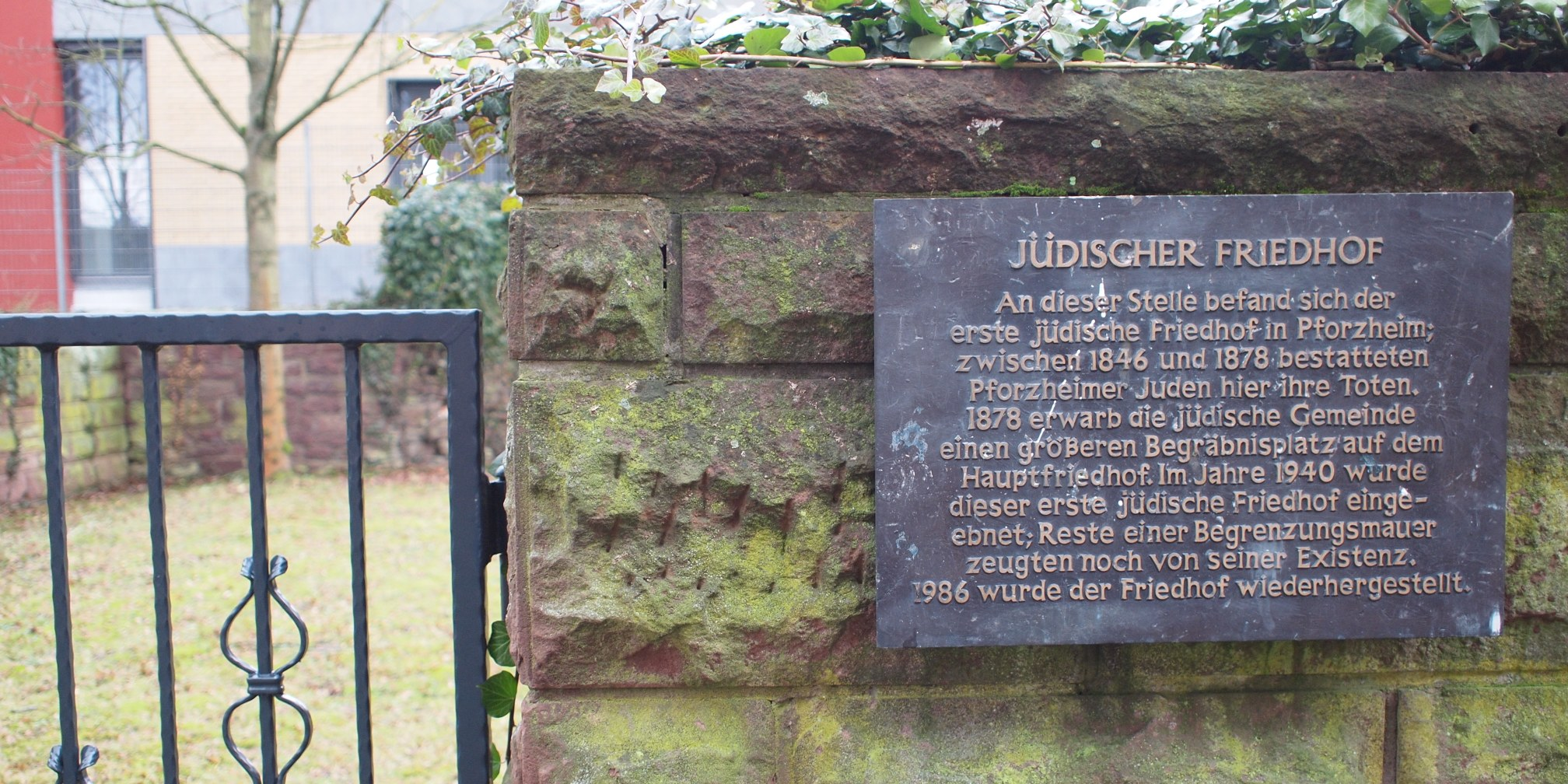
Erinnerungstafel am Platz des Alten Jüdischen Friedhofs in Pforzheim

Der Alte Jüdische Friedhof in Pforzheim befand sich an der Eutinger Straße. Er wurde 1846 angelegt und bis 1878 für Begräbnisse genutzt, bevor ein neuer jüdischer Friedhof als Teil des Pforzheimer Hauptfriedhofs entstand. Zur Zeit des Nationalsozialismus enteignet und eingeebnet, wurde das Gelände nach dem Zweiten Weltkrieg bis in die 1980er Jahre von den Stadtwerken Pforzheim überbaut und genutzt, bevor man es 1986 wieder als Grünfläche hergerichtet hat.

## Geschichte
Der nur 453 Quadratmeter große Friedhof wurde 1846 angelegt. Nach der Anlage des überkonfessionellen Pforzheimer Hauptfriedhofs 1878, auf dem sich auch ein jüdischer Friedhof befindet, wurde der Alte Jüdische Friedhof nicht mehr belegt, blieb aber weiterhin erhalten. In der Zeit des Nationalsozialismus wurde der Friedhof 1940 geschändet und eingeebnet. Bei der Enteignung der jüdischen Gemeinde kam der Friedhof im Jahr 1942 an die Reichsvereinigung der Juden in Deutschland und von dieser 1943 an die Stadt Pforzheim. Die Stadt schlug das Gelände dem angrenzenden Betriebsgelände des Gaswerks zu. Nach Kriegsende wurde die Eutinger Straße verbreitert, wozu auch 116 Quadratmeter des Friedhofs abgetreten wurden. Den Stadtwerken verblieb ein 307 Quadratmeter großes Teilstück des ehemaligen Friedhofs. Dieses wurde gepflastert und mit einem Fahrzeugschuppen überbaut. Erst in den 1980er Jahren erinnerte man sich an die Vergangenheit des Geländes. Daraufhin hat man es 1986 wieder als umschlossene Grünanlage hergerichtet und eine Erinnerungstafel angebracht.